# 飛石連休 (お笑いコンビ)
飛石連休（とびいしれんきゅう）は、サンミュージックプロダクション所属のお笑いコンビ。1999年11月結成。

## メンバー
藤井 ペイジ（ふじい ペイジ、1972年3月12日（53歳） - ）本名、藤井 宏和（ふじい ひろかず）。
大阪府大阪市阿倍野区出身。血液型はB型。大阪府立阿倍野高等学校、追手門学院大学卒業。大阪NSCの第13期生。
ツッコミ担当。身長182cm、体重76kg
趣味はエレキギター。かつてはホワイトスネイク、ナパーム・デス、アースシェイカー等のコピーに励んでいた。芸名はジミー・ペイジにあやかったもの。
気象予報士の資格を取得をしている。
2018年9月13日に公式YouTubeチャンネルを開設した。
飛石連休を結成する以前は「ミシマフジイ」「ジェントルメン」というコンビで活動していた。
かつてはピン芸人として「藤井ペイジ」名義でピン芸を披露することもあった。
2014年2月14日にものまねタレントのSHINOBUと入籍。
岩見 よしまさ（いわみ よしまさ、1979年5月20日（46歳） - ）本名、岩見 欣正（読み同じ）。
和歌山県東牟婁郡古座町（現・串本町）出身。血液型はO型。
ボケ担当。身長159cm、体重52kg
NSCなどには入っておらず、このコンビを結成するまでお笑いについては素人だった。
コンビ名を決定する際、飛石連休の意味を知らずにOKした。

## 略歴
- 藤井は昔、吉本興業の大阪本社に所属する芸人であり、2回のコンビの結成・解散を経験していた。
- 岩見は、藤井とコンビ結成するまでは全くの素人でお笑いをあまり見たことがなく、知っていた芸人もチャーリー浜だけだった[10]。
- 当時、岩見はパチンコ店の正社員であり、アルバイトの藤井が芸人であると知っていた岩見はどうしても芸人になりたくて「僕とコンビを組んでくれへん?」と藤井を誘って、コンビが結成された[7]。
- 2025年5月、漫才協会に入会した[11]。

## 賞レースでの戦績

### M-1グランプリ
| 年度   | 成績       | 会場                       | 日時           | 備考                                       |
| ------ | ---------- | -------------------------- | -------------- | ------------------------------------------ |
| 2001年 | 準決勝進出 | ルミネtheよしもと          | 2001年12月1日  |                                            |
| 2002年 | 準決勝進出 | ルミネtheよしもと          | 2002年11月30日 |                                            |
| 2003年 | 準決勝進出 | ルミネtheよしもと          | 2003年11月29日 |                                            |
| 2004年 | 準決勝進出 | ルミネtheよしもと          | 2004年11月28日 |                                            |
| 2005年 | 準決勝進出 | ルミネtheよしもと          | 2005年12月10日 |                                            |
| 2006年 | 3回戦進出  | ルミネtheよしもと          | 2006年11月23日 |                                            |
| 2007年 | 3回戦進出  | ラフォーレミュージアム原宿 | 2007年11月23日 |                                            |
| 2008年 | 3回戦進出  | ルミネtheよしもと          | 2008年11月15日 |                                            |
| 2009年 | 3回戦進出  | ルミネtheよしもと          | 2009年11月26日 | ラストイヤー                               |
| 2010年 | 3回戦進出  | ルミネtheよしもと          | 2010年11月23日 | 藤井と鳥居みゆきのコンビ『大型連休』で出場 |

### その他
- 2011年 R-1ぐらんぷり 準決勝進出[22] （藤井のみ）

## 出演番組

### テレビ地上波
- 爆笑オンエアバトル（NHK総合）戦績18勝7敗 最高509KB ゴールドバトラー認定
  - 第5回チャンピオン大会 セミファイナル8位敗退
  - 第6回チャンピオン大会 セミファイナル7位敗退
  - 第7回チャンピオン大会 ファイナル7位
- 第54回NHK紅白歌合戦　はなわ・テツandトモの応援
- 世にも奇妙な物語 映画監督編 「嘘が生まれた日」（2015年11月28日、フジテレビ）藤井のみ
- 笑いの金メダル（朝日放送）
- アマガミSS+ plus（TBS、2012年1月26日） - テレビの漫才師A（ボケ）：岩見、テレビの漫才師B（ツッコミ）：藤井
- 『めいどーる劇場TV』（岩手めんこいテレビ、2013年9月8日（7日深夜）から2014年6月29日（28日深夜））

### ラジオ
- 藤井ペイジの小噺ツェッペリン
- Heavy Metal Syndicate 放送局、放送時間は項目参照。ヘヴィメタルを中心に扱う音楽番組。ヘヴィメタルファンである藤井が2006年から参加。2014年6月28日・29日放送分をもって終了。
- The Nutty Radio Show おに魂 (FM NACK5)「漫画ソムリエ藤井宏和のコミックヌ〜ヴォ〜」(2011年4月25日-2011年12月26日、毎月最終(2011年9月のみ第3)月曜日)・木曜パーソナリティー(2012年1月5日-) 藤井のみ
- Nutty Radio Show THE魂(FM NACK5、2017年4月3日 - 2021年3月31日) 藤井のみ

### 広告
- 資生堂「uno」
- 日本宝くじ協会・ロト6 ※藤井のみ

### DVD
- 『東京腸捻転〜徒手空拳!!〜』（2004年10月20日）ポニーキャニオン
- 『東京腸捻転〜!!只管打座〜』（2005年1月19日）ポニーキャニオン
- 『東京腸捻転〜落花流水!!〜』（2005年3月16日）ポニーキャニオン
- 『笑激!東京ビタミン寄席Vol5』（2005年3月25日）グレードコミュニケーション
- 『笑激!東京ビタミン寄席Vol6』（2005年7月22日）グレードコミュニケーション
- 『東京腸捻転 IN 日比谷野音〜超夏祭りSPECIAL!!〜』（2006年4月5日）ポニーキャニオン
- 飛石連休vol.1 〜better neta集〜(2006年6月11日)　ジェネオンエンタテイメント
- 爆笑オンエアバトルLight ダンディ坂野 特典映像のみゲスト出演
- 帯に短しタスキに飛石(2008年12月2日)　コンテンツリーグ
- 鳥居みゆきの社交辞令でハイタッチ「表ワースト編」（コンテンツリーグ、2010年3月25日）藤井のみ
- 鳥居みゆきの社交辞令でハイタッチ「裏ベスト編」（コンテンツリーグ、2010年3月25日）藤井のみ